# 德懷特鎮區 (密歇根州)
德懷特鎮區（英語：Dwight Township）是位於美國密歇根州休倫縣的一個行政鎮區。

## 地方資料
德懷特鎮區的面積為92.50平方千米，當中陸地面積為92.50平方千米，而水域面積為0.00平方千米。根據2020年美國人口普查的數據，當地共有人口404人，而人口密度為每平方千米4.37人。